# Cyrtodesmus ramosus
Cyrtodesmus ramosus är en mångfotingart som först beskrevs av Kraus 1955.  Cyrtodesmus ramosus ingår i släktet Cyrtodesmus och familjen Cyrtodesmidae. Inga underarter finns listade i Catalogue of Life.